# Newport (Carolina del Sur)
Newport es un lugar designado por el censo ubicado en el Condado de York, en el estado estadounidense de Carolina del Sur. La localidad en el año 2000 tiene una población de 4.033 habitantes en una superficie de 23.2 km², con una densidad poblacional de 173.9 personas por km². 

## Geografía
Según la Oficina del Censo, el pueblo tiene un área total de 23,2 km² (9 mi²), de la cual 23,2 km² (9 mi²) es tierra y 0 km² (0 mi²) (0.0%) es agua.

### Localidades adyacentes
El siguiente diagrama muestra a las localidades en un radio de 16 kilómetros (9,9 mi) de Newport.

## Economía
En el 2000 la renta per cápita promedia del hogar era de $59.564, y el ingreso promedio para una familia era de $67.212. El ingreso per cápita para la localidad era de $24.237. En 2000 los hombres tenían un ingreso per cápita de $45.167 contra $27.594 para las mujeres. Alrededor del 1.7% de la población estaba bajo el umbral de pobreza nacional. 